# Сексология

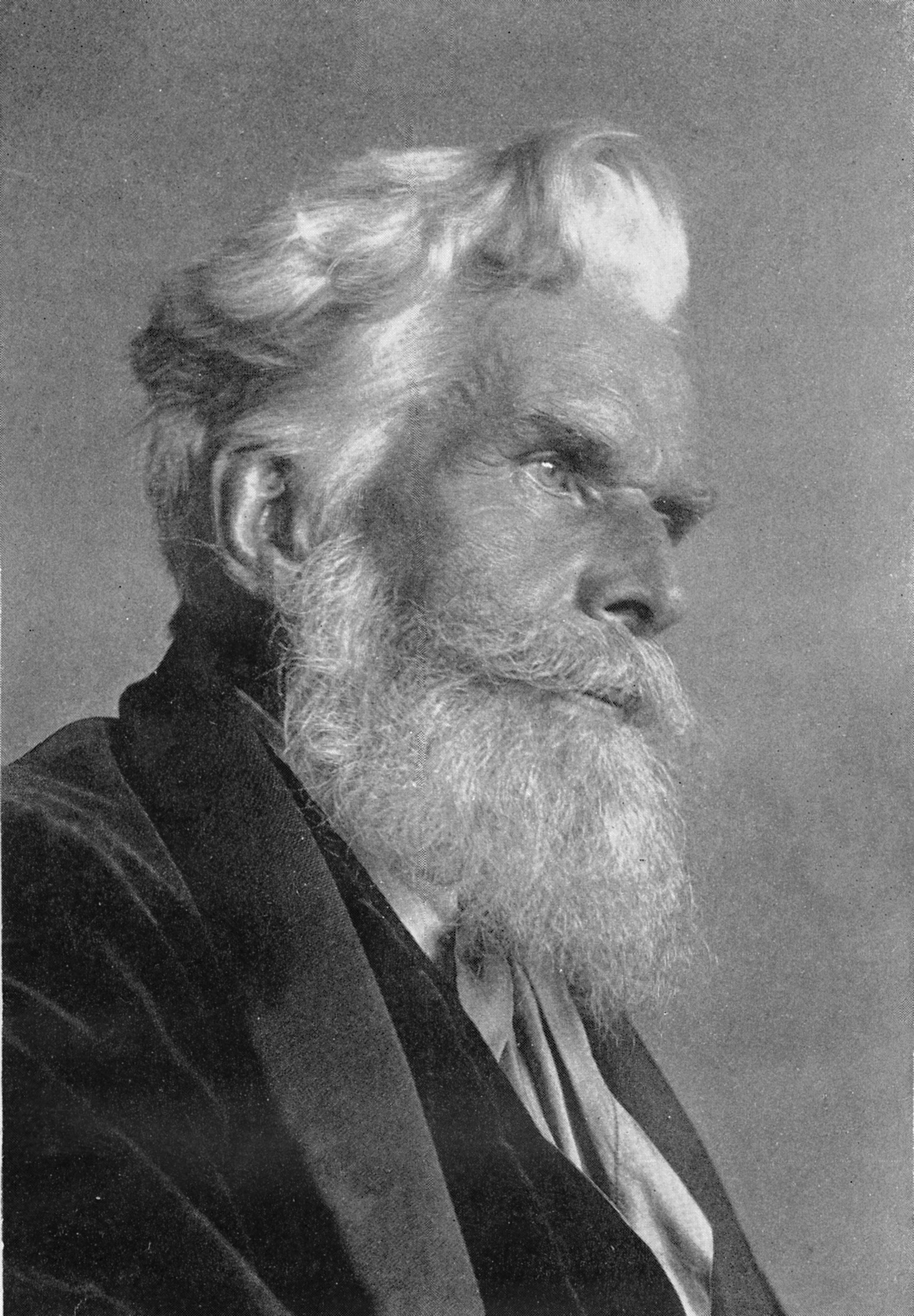
Хэвлок Эллис (1859—1939) — один из основоположников сексологии

Сексоло́гия (от лат. sexus «пол» и др.-греч. λόγος «учение») — научная дисциплина, изучающая все проявления сексуальности человека, включая как попытки охарактеризовать нормальную сексуальность, так и изучение изменчивости сексуальных практик, включая парафилии (сексуальные девиации), и сексуальные расстройства.
Сексо́лог — врач, прошедший обучение по специальности «сексология». При этом сексология — отдельная врачебная специальность, например, врач не имеет права называть себя «уролог-сексолог», но может — «уролог и сексолог». Также существуют психологи со специализацией в сексологии, они называются «психолог-сексолог».
Современная сексология — мультидисциплинарное поле исследований, в котором используются методы ряда смежных дисциплин: антропологии, психологии, биологии, медицины, статистики, эпидемиологии, педагогики, социологии, а иногда и криминалистики. Она изучает развитие сексуальности и развитие сексуального контакта, включая технику половых сношений и расстройства половой сферы. Исследователи документируют сексуальность самых разных групп общества, таких как люди с ограниченными физическими возможностями, детей, пожилых людей, и случаи сексуальной патологии, такие как патологическую одержимость сексом или сексуальные домогательства по отношению к детям.
Сексология — описывающая, а не предписывающая дисциплина. Она пытается документировать определённые аспекты реальности, а не предписывать, какое поведение будет уместным, этичным или нравственным. Сексология часто становилась предметом конфликтов между её сторонниками, а также теми, кто полагает, что сексология посягает на сакральные основы человеческой жизни, или теми, кто оспаривает, с философской точки зрения, претензии сексологов на объективность и эмпирическую методологию.

## Предмет изучения сексологии
Сексология изучает сексуальность человека и расстройства, связанные с сексуальностью. На середину 2010-х в ней есть 39 теоретических направлений.
Расстройства, связанные с сексуальностью человека, в МКБ-11 выделены в отдельную группу.
В сексологии существуют три подхода к изучению сексуальности:
1. биолого-эволюционный;
2. психологический;
3. социологический.

В сексологии нет единой строгой теории пола и сексуальности человека.
В сексологии есть несколько критериев нормы. Эти критерии не зависят от культурных представлений и социальных традиций.
1. Совершеннолетие (половая зрелость) участников сексуального взаимодействия.
2. Безопасность партнёров по сексуальному взаимодействию. Безопасность окружающих людей, которые могут быть вовлечены в такое взаимодействие случайно или намеренно.
3. Взаимное сексуальное желание партнёров и их стремление к получению удовольствия — люди сознательно принимают решение заняться сексом.

## Компетенции врача-сексолога
У врача-сексолога должны быть знания в урологии, гинекологии, эндокринологии и в других смежных областях медицины, чтобы при необходимости он квалифицированно направил пациента к профильному специалисту.
К сексологу люди приходят при проблемах эрекции (мужчины), при сложности или невозможности достижения оргазма (оргастической дисфункции), при сложностях с продолжительностью полового акта (мужчины), при парафилии, при снижении силы сексуального влечения, при (продолжительных) изменениях в сексуальном влечении и в других случаях.
Также врач-сексолог может помочь с сексуальным просвещением людям, у которых нет расстройств сексуальной сферы, но в их сексуальной жизни нет или недостаточно комфорта или есть неудовлетворённость своей сексуальной жизнью, например, сексолог может помочь адаптировать друг к другу сексуальные потребности партнёров с разной сексуальной конституцией, или может помочь при отсутствии удовольствия от секса.
Сексолог работает с интимной сферой человеческой жизни и должен быть предельно этичен и уважителен к любому пациенту. В частности, у него не должно быть гомофобных или трансфобных предубеждений.
Хороший сексолог готов отвечать на любые вопросы пациента о сексуальной сфере, также его консультации или лечение должны давать видимый эффект в сексуальной жизни пациента.

## История
Сексология как научная дисциплина возникла в XX веке как синтетическая дисциплина, изучающая анатомо-физиологические, психологические, медицинские, социологические, антропологические, исторические, правовые и религиозные аспекты секса и сексуального поведения человека.
История сексологии условно может быть разделена на семь этапов:
1. период первобытных ритуалов и мифов;
2. период наблюдений и описаний;
3. клинический период;
4. психоаналитический период;
5. статистический период;
6. психофизиологический период;
7. период междисциплинарных исследований.

К. Имелинский выделяет четыре периода в истории развития знаний о половом поведении:
1. доисторический — имеются лишь отрывочные сведения о половом поведении доисторического человека;
2. XVIII — XIX века — идёт первичное накопление информации, появляются донаучные исследования;
3. период досексологических знаний — научное изучение сексуальности ведётся в рамках отраслевых наук: медицины, философии, биологии;
4. период сексологических знаний — сексология выделяется в самостоятельную отрасль научных исследований.

В 1866 году была опубликована книга Рихарда Фрайхерра фон Крафт-Эбинга Psychopathia Sexualis, которая содержала описания большого числа сексуальных аномалий.
В 1907 году немецкий дерматовенеролог Иван Блох предложил концепцию сексологии как самостоятельной науки (нем. Sexualwissenschaft) в своей монографии «Сексуальная жизнь нашего времени и её связь с современной культурой» (нем. Das Sexualleben unserer Zeit in seinen Beziehungen zur modernen Kultur), Он писал, что наука о поле человека должна быть комплексной, обобщая данные биологии, медицины, антропологии, философии, психологии, этнологии, истории литературы и искусства.
В том же 1907 году швейцарский психиатр Огюст Форель выпустил монографию Половой Вопрос (нем. Die sexuelle Frage) — первый научный справочник по вопросам сексологии, включавший в себя также клинические описания.
В конце XIX — начале XX веков Зигмунд Фрейд развил теорию сексуальности, основанную на исследованиях, которые он вёл на своих пациентах.
В 1908 году Магнус Хиршфельд начал выпускать Журнал сексологии (нем. Zeitschrift für Sexualwissenschaft) — первый научный журнал, освещающий вопросы сексологии. (В том же году выпуск журнала был вынужденно прекращён.)
В 1918 году Хиршфельд основал первый в мире Институт сексологии (нем. Institut für Sexualwissenschaft) в Берлине. Хиршфельд занимался медицинскими, этическими и юридическими проблемами, связанными с половыми отношениями, в том числе вопросами гомосексуальности и контроля над рождаемостью. В 1921 году Хиршфельд провёл первый Международный конгресс сексуальных реформ в Берлине, а в 1928 году основал Всемирную лигу сексуальных реформ. Когда нацисты пришли к власти, одной из первых проведённых ими акций был разгром института сексологии (6 мая 1933 года) и сожжение его библиотеки. В послевоенные годы центр сексологических исследованиях сместился в США.
В 1947 году Альфред Кинси основал Институт сексуальных исследований (англ. Institute for Sex Research) в Индианском университете в Блумингтоне, который ныне носит его имя. Зоолог по образованию, Кинси был одним из первых, кто поставил изучение сексуальности на строгую позитивистскую основу. Среди его важных достижений были описание спектра сексуальных практик на основе массива биографических интервью и анкетных данных, а также концептуализация представлений о континуальном характере сексуальной ориентации (шкала Кинси). Кинси показал, что от так называемой сексуальной нормы, определяемой общественной моралью, постоянно отступает значительная часть населения, а время от времени нарушения этих норм допускает большинство людей. Результаты его исследований вышли в виде двух томов, известных под названием Отчеты Кинси, которые изданы в 1948 и в 1953 годах.
В конце 1960-х дальнейший прогресс в сексологии был отмечен выходом трудов Уильяма Мастерса и Вирджинии Джонсон «Сексуальные реакции человека» (англ. Human Sexual Response, 1966) и «Сексуальная неполноценность человека» (англ. Human Sexual Inadequacy, 1970), ставших бестселлерами. В 1978 году они основали Masters & Johnson Institute. Мастерс и Джонсон явились пионерами экспериментальных методов исследований пола с привлечением добровольцев.
Фриц Клейн разработал матрицу сексуальной ориентации — многомерную систему для детального описания комплексной сексуальной ориентации, сходную с одномерной шкалой Кинси, но измеряющей семь различных векторов сексуальной ориентации и идентичности по отдельности и позволяющей описывать изменения во времени. В 1978 году Клейн опубликовал The Bisexual Option, новаторское психологическое исследование бисексуальности, а в 1998 году, он основал Американский институт бисексуальности (англ. American Institute of Bisexuality, AIB) для поощрения, поддержки и помощи в изучении бисексуальности и просвещения по вопросам, связанным с бисексуальностью.
В России сексологические исследования производились в начале XX века вплоть до 1930-х годов, после чего исследования были свёрнуты. Возрождение советской сексологии в 1970-х годах связывается с именем Г. С. Васильченко, который организовал Всесоюзный научно-методический центр сексопатологии (ныне эта организация называется «Российский федеральный центр сексологии и сексопатологии»), явился автором первых руководств для врачей «Общая сексопатология» (1977) и «Частная сексопатология» (1983).
В России известны своими популяризаторскими работами социолог и сексолог И. С. Кон, психиатр, психотерапевт и сексопатолог А. М. Свядощ, психиатр и литератор Д. Д. Еникеева, психиатр, сексопатолог и исследователь транссексуальности А. И. Белкин, судебные психиатры А. О. Бухановский, А. А. Ткаченко, журналист В. В. Шахиджанян.

## Разделы сексологии
Выделяется несколько относительно самостоятельных направлений исследований в рамках сексологии:
- Нормальная сексология, изучающая биологические, анатомические, физиологические, психологические и социальные аспекты сексуального поведения человека, не являющегося отклонением от нормы с медицинской точки зрения.
- Клиническая (медицинская) сексология, занимающаяся профилактикой, диагностикой и лечением расстройств здоровья, связанных с сексуальным поведением.
- Этнокультуральная сексология, исследующая исторические и культурные различия в образе и стереотипах сексуального поведения, в других вопросах, связанных с различиями между полами, имеющиеся у разных народов в разные периоды времени.
- Судебная и криминальная сексология, обобщающие те аспекты знаний о половом поведении, которые могут оказаться полезными при расследовании и профилактике половых преступлений и преступлений против общественной нравственности.
- Фамилистика, изучающая половые взаимоотношения в рамках семьи, особенности выполнения родительских ролей в зависимости от пола и т. д.

## Методы исследования
Наиболее часто в сексологии применяются такие методы исследования, как анонимные опросы, анкетирование, интервьюирование. К числу других методов, применяемых сексологами относятся:
- Эксперимент, проводимый с использованием животных или добровольцев.
- Клинические методы исследования (обследование или наблюдение пациентов в процессе их лечения).
- Наблюдение, которое может вестись как непосредственно (в том числе путём полевых исследований), так и посредством изучения документальных материалов.
- Анализ произведений литературы, науки и искусства, публицистики и иных материалов, связанных со взаимоотношениями полов.